# Circondario federale meridionale
Il circondario federale meridionale (in russo Ю́жный федера́льный о́круг?, Južnyj federalnyj okrug) è uno degli otto circondari federali della Russia.

## Suddivisione
| La mappa è numerata secondo l'ordine alfabetico cirillico. |          |                                |                |
| #                                                          | Bandiera | Soggetto federale              | Capitale       |
| 1                                                          |          | Adighezia                      | Majkop         |
| 2                                                          |          | Oblast' di Astrachan'          | Astrachan'     |
| 3                                                          |          | Oblast' di Volgograd           | Volgograd      |
| 4                                                          |          | Calmucchia                     | Ėlista         |
| 5                                                          |          | Territorio di Krasnodar        | Krasnodar      |
| 6                                                          |          | Repubblica di Crimea           | Sinferopoli    |
| 7                                                          |          | Oblast' di Rostov              | Rostov sul Don |
| 8                                                          |          | Sebastopoli (città federale)   | Sebastopoli    |
| 9                                                          |          | Repubblica Popolare di Lugansk | Lugansk        |
| 10                                                         |          | Repubblica Popolare di Doneck  | Doneck         |
| 11                                                         |          | Oblast' di Zaporož'e           | Zaporož'e      |
| 12                                                         |          | Oblast' di Cherson             | Cherson        |

## Città principali
- Rostov sul Don
- Volgograd
- Krasnodar
- Astrachan'
- Soči
- Sebastopoli
- Lugansk
- Doneck
- Zaporož'e